# Zeche Geitling (Burgaltendorf)
Die Zeche Geitling ist ein ehemaliges Steinkohlenbergwerk in Essen-Burgaltendorf. Die Zeche war auch unter den Namen Zeche Geitling Amts Blankenstein und Zeche Geitling unter Blankenstein bekannt. Das Bergwerk befand sich westlich der heutigen Dumberger Straße und nördlich vom Elvenholzbach.

## Bergwerksgeschichte
Im Jahr 1791 wurde ein Längenfeld verliehen. Am 24. Dezember desselben Jahres wurden weitere Längenfelder verliehen, anschließend ging das Bergwerk in Betrieb. Im Jahr 1794 wurde die Zeche in der Karte von Niemeyer eingetragen. Im Jahr 1796 erfolgte der Abbau an den Schächten 3 und 4. Im Jahr 1800 waren der Schacht Heinrich und der Schacht Karl (Schächte 6 und 7) in Betrieb. Der übertägige Kohlentransport erfolgte über eine 800 Lachter lange Schleppbahn zum Kohlenmagazin an der Ruhr. Am 26. Dezember des Jahres 1801 erfolgte die Verleihung von 12 Flözen, gleichzeitig mit dieser Verleihung wurde das Abbaurecht unter dem gemeinsamen Geitlinger oder Altsackberger Stollen der Zeche Vereinigte Sackberg & Geitling verliehen. Im Jahr 1805 waren die Schächte Wilhelm (Schacht 1) und Bertram (Schacht 9) sowie Schacht 2 in Betrieb. Im Jahr 1810 waren die Schächte 2 und 4 (Schacht Dorothea) in Betrieb. Im Jahr 1811 erfolgte eine teilweise Vereinigung zur Zeche Vereinigte Catharina. Im Jahr 1815 waren die Schächte Emilie, Dettloff, Carl und Schacht 3 in Betrieb. Im Jahr 1820 waren die Schächte Wilhelm, Emilie und Christoph in Betrieb. Im Jahr 1825 waren die Schächte Christoph und Franz und im Jahr 1830 waren die Schächte Christoph und Heinrich in Betrieb. Im Jahr 1835 war Schacht Heinrich in Betrieb, die Förderung erfolgte über den Vereinigungsstollen. Im Jahr 1838 erfolgte die Lösung durch den Altendorfer Erbstollen. Im Jahr 1840 waren Schacht Gertrud und ein Versuchsschacht in Betrieb. In den Jahren 1845 und 1847 war der Schacht Gute Aussicht in Betrieb. In den Jahren 1855, 1865 und 1869 war die Zeche Geitling nachweislich in Betrieb. Nach dem Jahr 1869 fehlen weitere Angaben über die Zeche.

## Förderung und Belegschaft
Die ersten bekannten Förderzahlen des Bergwerks stammen aus dem Jahr 1836, es wurden 8135½ preußische Tonnen Steinkohle gefördert. 1838 stieg die Förderung auf 10.085⅝ preußische Tonnen Steinkohle. Im Jahr 1840 sank die Förderung auf 8006⅝ preußische Tonnen. Die letzten bekannten Förderzahlen des Bergwerks stammen von 1847, in diesem Jahr wurden 29.186½ Scheffel Steinkohle gefördert.